# No Roots (EP)
No Roots é o EP de estreia da cantora germano-canadense-inglesa Alice Merton, lançado em 3 de fevereiro de 2017 e produzido pela mesma em parceria com Nicolas Rebscher. Ele foi lançado nos Estados Unidos em 6 de abril de 2018.

## Faixas
| Lançamento internacional |                          |         |  |
| N.º                      | Título                   | Duração |  |
| 1.                       | "No Roots"               | 3:55    |  |
| 2.                       | "Jealousy"               | 3:39    |  |
| 3.                       | "Hit the Ground Running" | 2:52    |  |
| 4.                       | "Lie to My Face"         | 2:55    |  |
| Duração total:           | Duração total:           | 13:21   |  |

| Lançamento Americano |                          |         |  |
| N.º                  | Título                   | Duração |  |
| 1.                   | "No Roots"               | 3:55    |  |
| 2.                   | "Lash Out"               | 3:14    |  |
| 3.                   | "Jealousy"               | 3:39    |  |
| 4.                   | "Hit the Ground Running" | 2:52    |  |
| 5.                   | "Lie to My Face"         | 2:55    |  |
| Duração total:       | Duração total:           | 16:35   |  |

## Paradas musicais
| Paradas (2018)                          | Melhor posição |
| --------------------------------------- | -------------- |
| Estados Unidos (Billboard 200)          | 171            |
| Estados Unidos (Top Rock Albums)        | 30             |
| Estados Unidos (Top Alternative Albums) | 14             |